# Перехідний вік (фільм, 1968)
Це стаття про радянський фільм, про британську комедію 2008 року див. Перехідний вік (фільм)
«Перехідний вік» — радянський художній фільм 1968 року за мотивами роману Володимира Кисельова «Дівчинка і птахоліт». Вірші Леоніда Кисельова.

## Сюжет
Чотирнадцятирічна Оля захоплюється хімією, пише вірші та майструє літальний апарат. Подружившись з другорічником Колею, вона допомагає йому подолати страх, який той відчуває щоразу біля дошки. Вони багато часу проводять разом і знають, що потрібні одне одному. Важливе місце в фільмі займає також тема пам'яті про війну, зв'язку поколінь (чого немає в повісті-прототипі). Дія фільму відбувається не в Києві, як у романі, а в Волгограді. У фільмі одну з кращих своїх ролей зіграла чудовий майстер епізоду Валентина Ананьїна.

## У ролях
- Олена Проклова —  Оля Алексєєва
- Ігор Лєдогоров —  вітчим Олі, Микола Іванович
- Надія Семенцова —  мати Олі, Олена Павлівна
- Сергій Смирнов —  письменник
- Юрій Бєлов —  Михайло Іванович, вчитель
- Валентина Ананьїна —  Оксана Євдокимівна, мати Колі
- Сергій Макєєв —  Коля
- Віталій Сегеда —  Вітя
- Олександр Барський —  Сергій
- Олена Беспалова —  Олена
- Олег Мокшанцев —  Богдан Йосипович
- Маргарита Жарова —  співробітниця інституту літератури

## Знімальна група
- Режисер — Річард Вікторов
- Сценарист — Олександр Хмелик
- Оператор — Вадим Корнільєв
- Композитор — Микола Каретников
- Художник — Альфред Таланцев